# ヒューイ・ロング
ヒューイ・ピアース・ロング・ジュニア（Huey Pierce Long Jr.、1893年8月30日 - 1935年9月10日）は、アメリカ合衆国の政治家。通称「キングフィッシュ」（英語：The Kingfish、大型の食用魚全般の意味である。）。

## 生涯
1893年8月30日にルイジアナ州ウィン・フィールドに誕生する。高校を出た後、旅回りのセールスマンとなり稼いだ金でオクラホマ・バプティスト大学に入り、法律を学んだ。弁護士となったが政治に関心を持ち、大企業攻撃で民衆の人気を得た。1924年にルイジアナ州知事選挙に立候補したが、経験不足のために落選した。その後の4年間を精力的に遊説して回り、巧みな演説で人々の心を掴んで1928年に最年少で当選した。その在任期間中、ハイウェイ・アスファルト・砂利の道路・11の新しい橋を建設することにより失業者救済を行なったが、そのために州の赤字が10倍となり、また多くの金が収賄・不正・リベートに消えた。議員を買収して州議会を牛耳り、司法や教員にも影響力を振るった。1929年にはスタンダード石油に重税を課そうとしたために、これに憤慨した下院によって州知事弾劾案が提出されたが、買収と脅しで無効にした。
1932年からは手下のオスカー・K・アレンを州知事にさせて影から州を支配し、自らは国政を目指して上院議員に当選した。フランクリン・ルーズベルトを支持したが、充分な感謝を示されなかったためすぐに袂を分かち、「富の共有運動（Share Our Wealth）」と呼ばれる大企業が独占した富を再分配（共産主義では無く、あくまで資本主義のなかで私企業のもうけを税金として集める。）を主張し支持された。しかし、彼にはあまりに敵が多く、いつも身の回りをボディガードが固めていた。暗殺をいつも警戒していたが彼の最大の政敵で判事であったベンジャミン・ペイリーを排除するため州法を改正したためか、医師でペイリーの女婿であったカール・ワイスにより1935年9月8日、バトンルージュのルイジアナ州会議事堂で銃弾を浴び、2日後の9月10日に死亡し、ワイスもその場で射殺された（ヒューイ・ロング暗殺事件）。ロングの葬儀には十万人に及ぶ支持者がつめかけた。この暗殺には謎が多く陰謀説もある。
妻のローズ・マコーネル・ロングは夫の死後に上院議員をおよそ1年間務め、息子のラッセル・ロングも同じく上院議員になった。また、実弟のアール・ケンプ・ロングも3度州知事を務めている。

## 人物
民主党所属であり、急進的なポピュリズムで有名であった。1928年から1932年までルイジアナ州知事を務め、1932年から1935年まで上院議員であった。1932年アメリカ合衆国大統領選挙ではフランクリン・ルーズベルトの支援者だったが、後に袂を分かち、自らが大統領になることを計画した。
1934年には「誰もが王様（Every Man a King）」というスローガンの下に、世界恐慌のために引き起こされた犯罪と貧困を抑制するために、富の共有運動と呼ばれる富の再分配を評価する運動を作りあげた。ロングの社会改革は大きな人気を集めたが、独裁の傾向にあることを批判された。
ロングの政治生命は暗殺により幕を閉じる。これによりルーズベルトに大統領再選への道が開かれたが、この暗殺がなければ、アメリカの第二次世界大戦への方針も大きく変わっていたであろうと言われている。

## ロングに由来する名称
- ヒューイ・ロング橋（英語版）
ミシシッピ川を横断する鉄道道路併用橋。開通当時は世界最長の鉄道橋（7009メートル）だった。

## 関連文献
- 『幻の大統領　ヒューイ・ロングの生涯』　土田宏 著　1984年　彩流社
- 『アメリカン・ファシズム　―ロングとローズヴェルト―』　三宅昭良著　1997年　講談社

## 関連作品

### 小説
- 『すべて王の臣』 ロバート・ペン・ウォーレン（著） 1946年 日本語訳、鈴木重吉訳、白水社、1966年 - ロングをモデルとする架空の政治家を描いた小説。

### 映画
- 『オール・ザ・キングスメン』（1949年 アメリカ） 主演：ブロデリック・クロフォード、監督：ロバート・ロッセン  - 『すべて王の臣』の1度目の映画化。
- 『オール・ザ・キングスメン』（2006年 アメリカ） 主演：ショーン・ペン - 『すべて王の臣』の2度目の映画化。
- 『キングフィッシュ/大統領への挑戦（英語版）』（1995年 アメリカ） 主演：ジョン・グッドマン

### 音楽
- 『グッド・オールド・ボーイズ』（ランディ・ニューマン） ロングに関する曲が2曲含まれたアルバム。